# Sputniko!
Sputniko!, pseudonimo di Hiromi Ozaki (1985), è un'artista giapponese naturalizzata britannica.
Il suo lavoro interdisciplinare si situa a cavallo tra arte e critical design. La sua ricerca artistica si concentra sulle implicazioni che le nuove tecnologie hanno sulla cultura, la società e l'etica contemporanea, con una visione artistica che immerge le sue radici nel femminismo e nella teoria del gender. Il suo stile mescola umorismo nero tipicamente inglese ed estetica pop giapponese.
Sputniko! ha preso parte alla mostra Talk to me: quando le cose ci parlano al MoMA di New York nel 2011 e ha vinto lo YouTube Japan Video Award nel 2010 e nel 2013 è stata nominata donna dell'anno da Vogue Giappone.